# Cicerbita rapunculoides
Cicerbita rapunculoides là một loài thực vật có hoa trong họ Cúc. Loài này được (DC.) Beauverd mô tả khoa học đầu tiên năm 1910.